# Seren del Grappa
Seren del Grappa (Sarén in veneto settentrionale) è un comune italiano di 2 346 abitanti della provincia di Belluno in Veneto.
La denominazione del comune fino al 1923 era Seren.

## Storia
Il territorio di Seren del Grappa fu teatro di aspri combattimenti tra l'esercito italiano e quello austriaco, durante la prima guerra mondiale. Il fronte si trovava sul monte Grappa, ultimo baluardo a difesa della pianura veneta. Per il coraggio dimostrato dalla popolazione e a ricordo delle sofferenze patite fu aggiunto "del Grappa" all'originale nome Seren. Anche durante la seconda guerra mondiale la sua popolazione e il territorio patirono danni e sofferenze, meritando così l'onorificenza al valor militare nella lotta partigiana.

### Simboli
Lo stemma e il gonfalone sono stati concessi con decreto del presidente della Repubblica del 14 marzo 1979.
Lo stemma riporta in campo azzurro un grappolo d'uva, con due foglie di vite, al di sopra di un monte di tre cime. Il gonfalone è un drappo partito di azzurro e di verde.

### Onorificenze
Seren del Grappa è tra le città decorate al valor militare per la guerra di liberazione, insignito della croce di guerra al valor militar la seconda guerra mondiale:

## Società

### Evoluzione demografica
Abitanti censiti

## Amministrazione
| Periodo        | Periodo        | Primo cittadino    | Partito                       | Carica  | Note |
| -------------- | -------------- | ------------------ | ----------------------------- | ------- | ---- |
| 1º luglio 1985 | 7 giugno 1990  | Loris Scopel       | Democrazia Cristiana          | sindaco |      |
| 3 luglio 1990  | 1º marzo 1993  | Loris Scopel       | Democrazia Cristiana          | sindaco |      |
| 16 marzo 1993  | 24 aprile 1995 | Saverio Marchet    | Democrazia Cristiana          | sindaco |      |
| 24 aprile 1995 | 14 giugno 1999 | Saverio Marchet    | lista civica                  | sindaco |      |
| 14 giugno 1999 | 14 giugno 2004 | Gabriele Gabrielli | lista civica                  | sindaco |      |
| 14 giugno 2004 | 8 giugno 2009  | Loris Scopel       | lista civica                  | sindaco |      |
| 8 giugno 2009  | 26 maggio 2014 | Loris Scopel       | lista civica                  | sindaco |      |
| 26 maggio 2014 | 27 maggio 2019 | Dario Scopel       | lista civica Crescere insieme | sindaco |      |
| 27 maggio 2019 | 10 giugno 2024 | Dario Scopel       | lista civica Crescere insieme | sindaco |      |
| 10 giugno 2024 | in carica      | Dario Scopel       | lista civica Crescere insieme | sindaco |      |